# Paul Marie Nguyễn Minh Nhật
Paul Marie Nguyễn Minh Nhật (Thượng Kiệm, 12 settembre 1926 – Ho Chi Minh, 17 gennaio 2007) è stato un vescovo cattolico vietnamita.

## Biografia
Paul Marie Nguyễn Minh Nhật nacque il 12 settembre 1926 a Thượng Kiệm, distretto Kim Sơn della provincia di Ninh Binh. 
Dopo aver frequentato i seminari di Phát Diệm e di Thượng Kiệm, fu ordinato prete il 7 giugno 1952. Venne inviato in Canada per completare gli studi e nel 1955 si laureò in Storia delle religioni.
Al ritorno in Vietnam, fu nominato direttore spirituale del seminario di Phát Diêm, poi del seminario minore di Phuoc Lam e dal 1969 fu direttore del seminario di Xuân Lôc.
Il 16 luglio 1975 papa Paolo VI lo nominò vescovo coadiutore di Xuân Lôc, assegnandogli la sede titolare di Vergi. A causa dell'allora difficile e instabile situazione politica del Vietnam, ricevette l'ordinazione episcopale immediatamente lo stesso giorno della nomina per imposizione delle mani del vescovo Dominique Nguyễn Văn Lãng. 
Succedette nel governo della diocesi il giorno della morte del suo predecessore il 22 febbraio 1988. Durante il suo episcopato si impegnò nel migliorare la formazione dei futuri sacerdoti e incoraggiò il movimento del catechismo cattolico nella diocesi formando i consigli parrocchiali. Fu attivo nel migliorare la vita spirituale della popolazione della sua diocesi anche contribuendo al restauro di opere quali il centro di pellegrinaggi di Đức Mẹ Bãi Dâu e la statua di Cristo Re a Vũng Tàu.
Si ritirò il 30 settembre 2004 e morì il 17 gennaio 2007 all'età di 80 anni.

## Genealogia episcopale e successione apostolica
La genealogia episcopale è:
- Cardinale Scipione Rebiba
- Cardinale Giulio Antonio Santori
- Cardinale Girolamo Bernerio, O.P.
- Arcivescovo Galeazzo Sanvitale
- Cardinale Ludovico Ludovisi
- Cardinale Luigi Caetani
- Cardinale Ulderico Carpegna
- Cardinale Paluzzo Paluzzi Altieri degli Albertoni
- Papa Benedetto XIII
- Papa Benedetto XIV
- Papa Clemente XIII
- Cardinale Bernardino Giraud
- Cardinale Alessandro Mattei
- Cardinale Pietro Francesco Galleffi
- Cardinale Giacomo Filippo Fransoni
- Cardinale Carlo Sacconi
- Cardinale Edward Henry Howard
- Cardinale Mariano Rampolla del Tindaro
- Cardinale Rafael Merry del Val
- Arcivescovo Duarte Leopoldo e Silva
- Arcivescovo Paulo de Tarso Campos
- Cardinale Agnelo Rossi
- Vescovo Dominique Nguyễn Văn Lãng
- Vescovo Paul Marie Nguyễn Minh Nhật

La successione apostolica è:
- Vescovo Thomas Nguyễn Văn Trâm (1992)
- Vescovo Dominique Nguyễn Chu Trinh (2004)